# Dresden Challenger 1998
Il Dresden Challenger 1998 è stato un torneo di tennis facente parte della categoria ATP Challenger Series nell'ambito dell'ATP Challenger Series 1998. Il torneo si è giocato a Dresda in Germania dall'11 al 17 maggio 1998 su campi in terra rossa.

## Vincitori

### Singolare
Dirk Dier ha battuto in finale  Markus Hantschk con il punteggio di 0–6, 6–1, 6–4

### Doppio
Pablo Albano /  Sander Groen hanno battuto in finale  James Holmes /  Andrew Painter con il punteggio di 6–4, 6–3